# حليمة لسانية
الحليمات اللسانية (الحليمة المفرد) هي البنى الصغيرة التي تشبه الحلمة على السطح العلوي للسان والتي تعطيها نسيجها الخشن المميز. الأنواع الأربعة من الحليمات على اللسان البشري لها تراكيب مختلفة، وتصنف تبعاً لذلك على أنها تكتل (أو فلات)، فطريات، خيطية، ورقاقات. كل ما عدا الحليمات الخيطية مرتبطة ببراعم التذوق.
في الموضوعات الحية، تكون الحلمات اللغوية أكثر سهولة عندما يكون اللسان جافًا. هناك أربعة أنواع من الحليمات الموجودة على اللسان.

## الحليمات الخيطية
الحليمات الخيطية (Filiform papillae) هي أكبر عدد من الحليمات اللسانية. وهي حلى صغيرة، مخروطية الشكل تغطي معظم ظهر اللسان. فهي مسؤولة عن إعطاء اللسان نسيجه ومسؤولة عن الإحساس باللمس. على عكس الأنواع الأخرى من الحليمات، لا تحتوي الحليمات الخيطية على براعم التذوق. وهي تغطي معظم الثلثين الأماميين لسطح اللسان.
تظهر على شكل إسقاطات أسطوانية صغيرة أو مخروطية أو أسطوانية، ويتم ترتيبها في صفوف تتوازى مع التلم الطرفية. على طرف اللسان، تصبح هذه الصفوف أكثر عرضية.
هيستولوجيًا، تتكون من أنسجة نسيج ضام غير منتظمة مع ظهارة تحتوي على الكيراتين والتي تحتوي على خيوط ثانوية دقيقة. التقرن الثقيل للحميمات الخيطية، الذي يحدث على سبيل المثال في القطط، يعطي اللسان خشونة مميزة لهذه الحيوانات.
هذه الحليمات لها لون أبيض، بسبب سماكة وكثافة ظهارتها. خضعت هذه الظهارة لتعديل غريب حيث أصبحت الخلايا مخروطية الشكل وممتدة إلى خيوط كثيفة ومتداخلة تشبه الفرشاة. كما أنها تحتوي على عدد من الألياف المرنة، مما يجعلها أكثر ثباتا وأكثر مرونة من الأنواع الأخرى من الحليمات. أحيانا تسمى الحليمات الأكبر والأطول لهذه المجموعة الحليلية الحليمية.

## حليمات الفطرية
الحليمات الفطرية (Fungiform papillae) هي عبارة عن شكل فطريات وهي بروز على شكل تجمع على اللسان، يكون لون اللسان أحمر بشكل عام .توجد على طرف اللسان، متناثرة بين الحليمات الخيطية ولكنها موجودة في الغالب على طرف وجوانب اللسان. لديهم براعم التذوق على السطح العلوي الذي يمكن أن يميز الأذواق الخمسة: الحلو والمر، والمالح، والحامض. لديهم جوهر النسيج الضام. يتم امداد الحليمات الفطرية عن طريق العصب القحفي السابع، بشكل أكثر تحديدًا عن طريق العقدة تحت الفك السفلي، وعقدة الطوربدي، والعقدة الركبية الصاعدة إلى النواة الانفرادية في جذع الدماغ.

## الحليمات بشكل الورقي أو الصفائحي
الحليمات الصفائحية أو الورقية الشكل (Foliate papillae) هي طيات عمودية قصيرة وهي موجودة على كل جانب من اللسان. توجد على الجانبين في الجزء الخلفي من اللسان، فقط أمام القوس الحنكي اللساني للحلقوم(الحلق) ،  هناك أربعة أو خمسة طيات عمودية، وحجمها وشكلها متغير. تظهر الحليمات الورقية على شكل سلسلة من التلال الملونة على شكل أوراق شجر من الغشاء المخاطي. وهي مغطاة بالظهارة، وتفتقر إلى الكيراتين، وبالتالي فهي أكثر نعومة، وتحمل العديد من براعم التذوق. وعادة ما تكون متماثلة ثنائياً. في بعض الأحيان تبدو صغيرة وغير واضحة، وفي أوقات أخرى تكون بارزة. لأن موقعها هو موقع خطر للغاية لسرطان الفم، وميلها إلى الانتفاخ في بعض الأحيان، قد يكون مخطئًا كأورام أو مرض التهابي. تنتشر براعم التذوق، ومستقبلات الإحساس الذري، على الغشاء المخاطي لسطحها. تصب الغدد المصلية في الطيات وتنظف براعم التذوق. اللوزتين اللسانيتين توجدان خلف الحليمات الورقية مباشرة، وعندما تتسبب في فرط اللدغة، تتسبب في ظهور الحُلَيمات .

## الحُلَيماتُ القُطْعِيَّة
الحطاطات الدائرية (أو الحليمات الفوائلية) (Circumvallate papillae) هي عبارة عن هياكل على شكل قبة على اللسان البشري تتفاوت في العدد من 8 إلى 12. وهي تقع على سطح اللسان مباشرة أمام الثعبان والأعور الطرفية، مما يشكل صفًا على كلا الجانبين؛ يتم تشغيل الصفوف للخلف ووسيط، وتلتقي في خط الوسط. كل حليمة تتكون من إسقاط الغشاء المخاطي من 1 إلى 2 مم. واسعة، تعلق على الجزء السفلي من الاكتئاب الدائري من الغشاء المخاطي. يتم رفع هامش الاكتئاب لتشكيل جدار (vallum)، وبين هذا والحليمة هو التلم دائرية تسمى الحفرة. تتشكل الحليمة على شكل مخروط مبتور، حيث يتم توجيه الطرف الأصغر نحو الأسفل ويرتبط باللسان، الجزء الأكبر أو القاعدة التي تبرز قليلاً فوق سطح اللسان ويتم ترصيعها بالعديد من الحليمات الثانوية الصغيرة وتغطيها ظهارة الحرشفية الطبقية. مجاري الغدد اللعابية اللسانية، والمعروفة باسم غدد فون إبنر تفريغ إفراز مصلي في قاعدة الاكتئاب الدائري، الذي يعمل مثل خندق. ويفترض أن وظيفة إفراز المواد من قاعدة الاكتئاب الدائري للتأكد من أن براعم التذوق يمكن أن تستجيب للمؤثرات المتغيرة بسرعة. تحظى الحليمات المتخلّفة بتغذيّة طعم خاصّة واردة من العصب القحفي التاسع، العصب اللساني البلعومي، على الرغم من كونه أمام التلامس. ما تبقى من الثلثين الأماميين من اللسان يحصل على التذوق التعصيب من chorda tympani من العصب القحفي، الموزع مع العصب اللساني للعصب القحفي الخامس

## الوظيفة
يعتقد أن الحليمات اللسانية، وخاصة الحليمات الخيطية، تزيد من مساحة سطح اللسان وتزيد من مساحة التماس والاحتكاك بين اللسان والغذاء. هذا قد يزيد من قدرة اللسان على التعامل مع الطعام  لبلعة، وأيضا الوضع الطعام بين الأسنان أثناء المضغ والبلع.
في بعض الأمراض، يمكن أن يكون هناك إزالة لسان اللسان، حيث تُفقد الحليمات اللغوية، تاركة منطقة ناعمة حمراء، وربما قرحة. وتشمل أمثلة الحالات الفموية غير المتقشرة اللسان الجغرافي، والتهاب اللسان المعيني التوسعي المتوسط وأنواع أخرى من التهاب اللسان. مصطلح glossitis))، وخاصة التهاب اللسان الضموري وغالبا ما يستخدم بشكل مترادف مع (depapillation). حيث فقد سطح الظهري بأكمله من الحليمات، وهذا هو في بعض الأحيان يسمى «اللسان الأصلع».  قد يسبب نقص التغذية من الحديد وحامض الفوليك وفيتامين ب التخلّص من اللسان.

## تضخم الحليمات
يشير Papillitis إلى التهاب في الحليمات اللسانية، وفي بعض الأحيان يتم استخدام مصطلح تضخم بالتناوب.
في الحليمات الورمية التورم تظهر الحليمات الورقية منتفخة. قد يحدث هذا بسبب التهيج الميكانيكي، أو كرد فعل على عدوى الجهاز التنفسي العلوي. وتفيد مصادر أخرى أن الورم الحليمي الورقي يشير إلى التهاب اللوزتين اللسانيتين، وهما نسيج لمفاوية.

## معرض صور

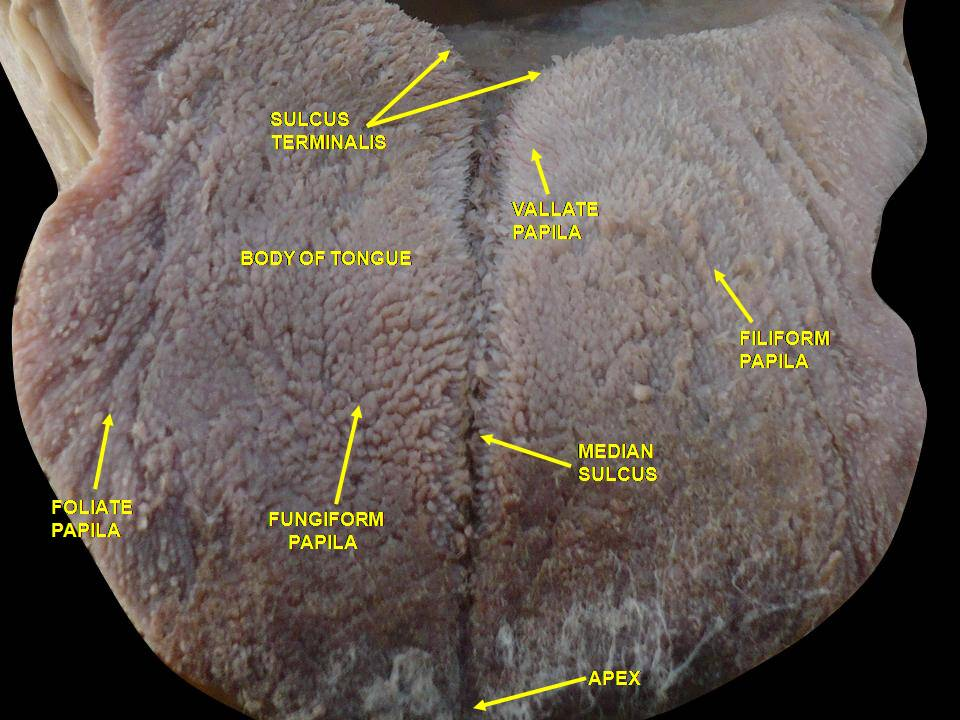
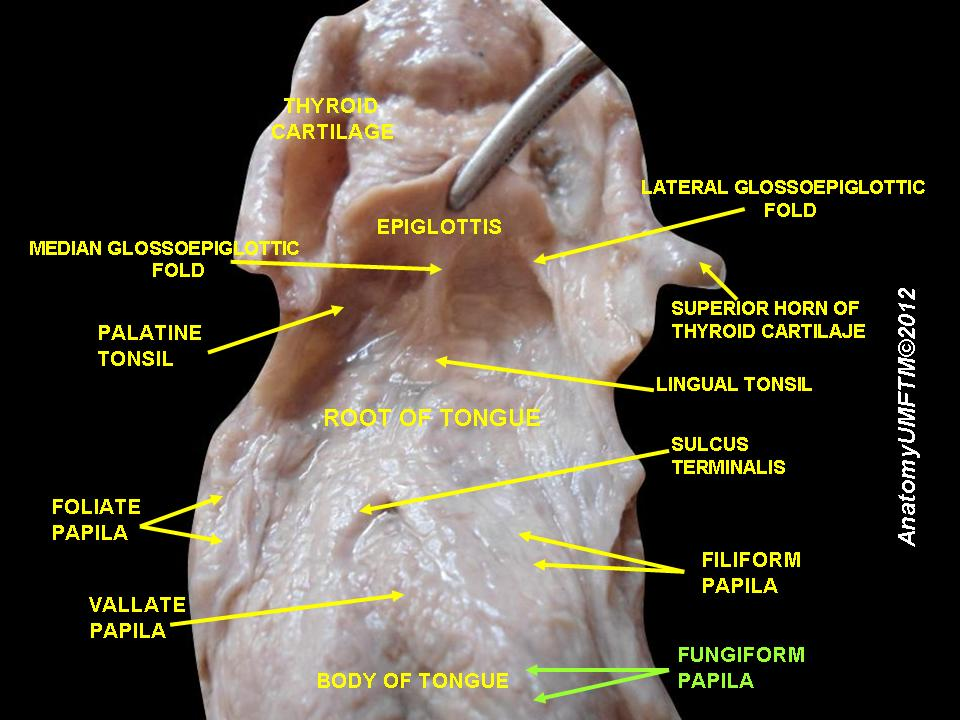
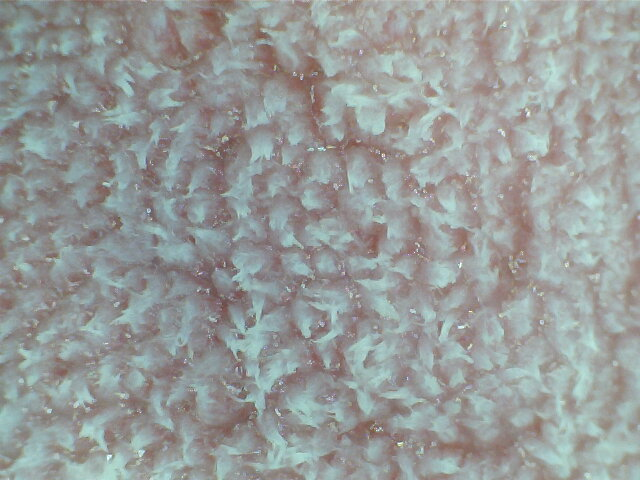
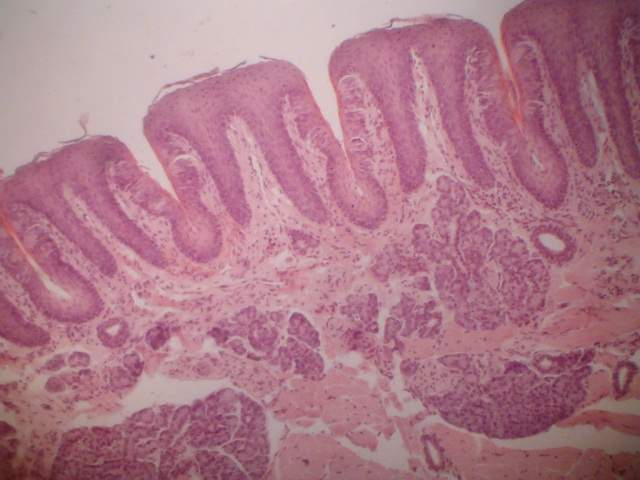
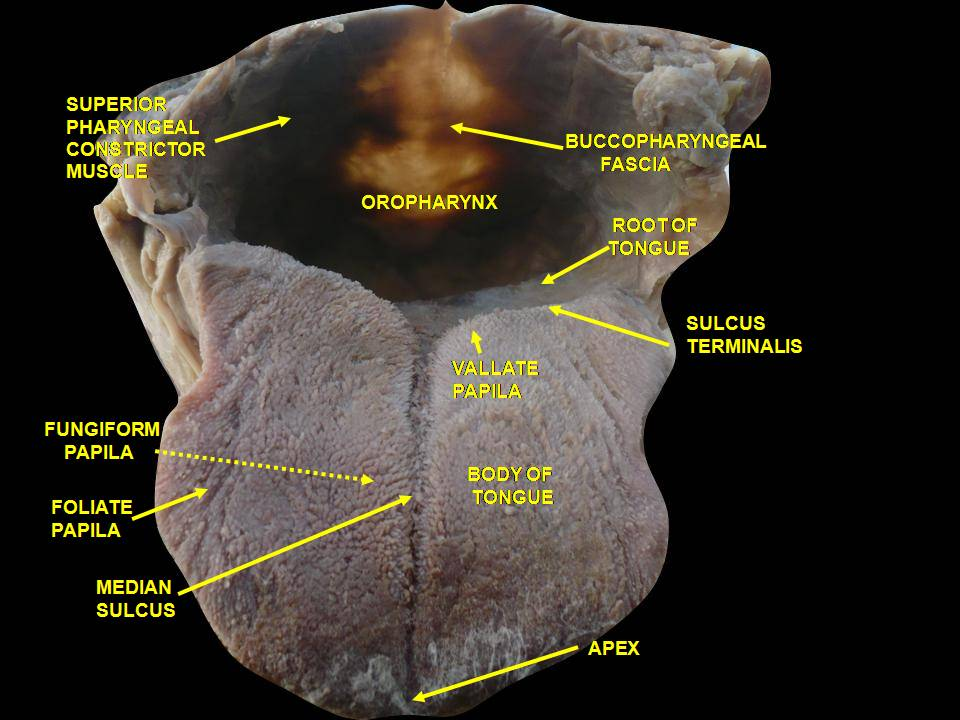
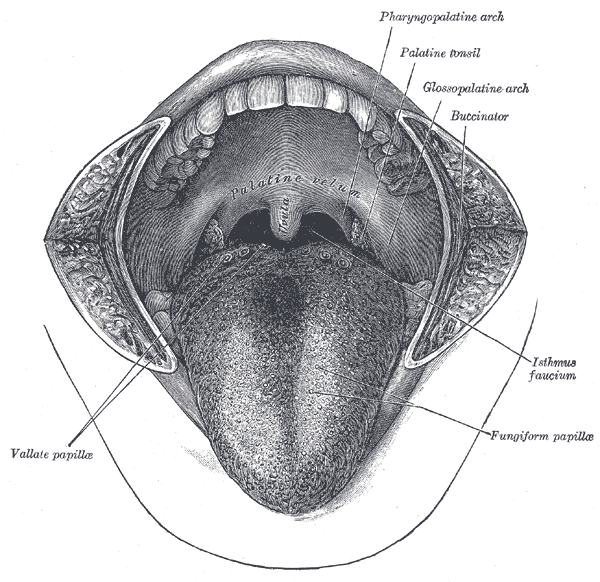